# Condado de Fulton (Illinois)
El condado de Fulton (en inglés: Fulton County), fundado en 1823, es uno de 102 condados del estado estadounidense de Illinois. En el año 2000, el condado tenía una población de 38 250 habitantes y una densidad poblacional de 17 personas por km². La sede del condado es Lewistown. El condado recibe su nombre en honor a Robert Fulton. 

## Geografía
Según la Oficina del Censo, el condado tiene un área total de 2287 km² (883 mi²), de la cual 1258 km² (485,7 mi²) es tierra y 44 km² (16,988416988417 mi²) (1.92%) es agua.

### Condados adyacentes
- Condado de Knox (norte)
- Condado de Peoria (noreste)
- Condado de Tazewell (este)
- Condado de Mason (sur)
- Condado de Schuyler (suroeste)
- Condado de McDonough (oeste)
- Condado de Warren (noroeste)

## Demografía
Según la Oficina del Censo en 2000, los ingresos medios por hogar en el condado eran de $33 952, y los ingresos medios por familia eran $41 193. Los hombres tenían unos ingresos medios de $31 800 frente a los $21 223 para las mujeres. La renta per cápita para el condado era de $17 373. Alrededor del 9.90% de la población estaban por debajo del umbral de pobreza.

## Transporte

### Autopistas principales
- US Route 24
- US Route 136
- Ruta de Illinois 9
- Ruta de Illinois 41
- Ruta de Illinois 78
- Ruta de Illinois 95
- Ruta de Illinois 97
- Ruta de Illinois 100
- Ruta de Illinois 116

## Municipalidades

### Ciudades
|                 |                          |
| - Canton - Cuba | - Farmington - Lewistown |

### Villas
|                                                               |                                                          |                                                           |
| - Astoria - Avon - Banner - Bryant - Dunfermline - Ellisville | - Fairview - Ipava - Liverpool - London Mills - Marietta | - Norris - Smithfield - St. David - Table Grove - Vermont |

### Áreas no incorporadas
|                                                                                         |                                                                                               |                                                                                           |
| - Babylon - Beaty - Bernadotte - Blyton - Breeds - Brereton - Checkrow - Depler Springs | - Duncan Mills - Enion - Fiatt - Gilchrist - Leesburg - Little America - Manley - Maples Mill | - Marbletown - Middlegrove - Monterey - Poverty Ridge - Rawalts - Sepo - Seville - Summum |

### Municipios
El condado de Fulton está dividido en 26 municipios:
| - Astoria - Banner - Bernadotte - Buckheart - Canton - Cass - Deerfield - Ellisville - Fairview | - Farmers - Farmington - Harris - Isabel - Joshua - Kerton - Lee - Lewistown - Liverpool | - Orion - Pleasant - Putman - Union - Vermont - Waterford - Woodland - Young Hickory |